# Louise Morel (peintre)
Pour les articles homonymes, voir Louise Morel et Morel (patronyme).
Louise Morel est une artiste peintre française née à Grenoble le 18 décembre 1898 et morte à Saint-Ismier le 27 novembre 1974.

## Biographie
Louise Morel commence à peindre en 1914 et intègre le groupe d'avant-garde grenoblois « L'Effort » en 1919, auquel participe Andry-Farcy et Marcel Sahut. Artiste prolifique, sa renommée devient nationale grâce aux expositions du Salon des Tuileries et du Salon des indépendants. Elle pratique la gravure sur bois, le dessin, le pastel, l'aquarelle et la peinture à huile. Après la guerre, elle voyage et peint les paysages du Maghreb. Elle se retire à Saint-Ismier à partir de 1962 où elle s'adonne à la réalisation de portraits intimistes et à des illustrations d'ouvrages.
Son fils, André, est un illustrateur connu sous le pseudonyme d'Hugues Bréhat.

## Collections publiques
- Grenoble, musée de Grenoble : Le Saint Eynard et la corne d'or, 1925[2] (MG 2420) en dépôt au tribunal administratif de Grenoble ; La Fenêtre d'hiver, 1939[3] (MG 2916);  La fenêtre aux géraniums, avant 1941 (MG 2917); Les toits de Saint-Laurent et le couvent de Sainte-Marie d'en Haut, 1946 (MG 2017.1.28); 11 novembre, 1958 (MG 2008.0.233).
- Paris, Centre national des arts plastiques : Nature morte aux poissons, s.d.